# Drake Relays 2022
Die Drake Relays 2022 waren eine Leichtathletik-Veranstaltung die vom 27. bis zum 30. April 2022 im Drake Stadium in Des Moines, der Hauptstadt Iowas stattfand. Sie waren Teil der World Athletics Continental Tour zählten zu den Silber-Meetings, der zweithöchsten Kategorie dieser Leichtathletik-Serie.

## Resultate

### Männer

#### 800 m
| Platz | Athlet        | Land | Zeit (min) |
| ----- | ------------- | ---- | ---------- |
| 1     | Isaiah Jewett | USA  | 1:48,84    |
| 2     | Erik Sowinski | USA  | 1:49,38    |
| 3     | Luca Chatham  | USA  | 1:49,57    |
| 4     | Ryan Sánchez  | PUR  | 1:49,90    |
| 5     | Frank Hayes   | USA  | 1:50,02    |
| 6     | Daniel Nixon  | USA  | 1:51,79    |
| 7     | Shane Streich | USA  | 1:52,35    |
| 8     | Alex Lomong   | SSD  | 1:53,91    |

#### 1500 m
| Platz      | Athlet            | Land | Zeit (min) |
| ---------- | ----------------- | ---- | ---------- |
| 1          | Samuel Tanner     | NZL  | 3:41,28    |
| 2          | Casey Comber      | USA  | 3:45,20    |
| 3          | Willy Fink        | USA  | 3:45,68    |
| 4          | Daniel Michalski  | USA  | 3:45,83    |
| 5          | Fernando Martínez | MEX  | 3:46,62    |
| 6          | Joshua Yeager     | USA  | 3:47,08    |
| 7          | Diego Zarate      | USA  | 3:47,57    |
| 8          | Amos Bartelsmeyer | GER  | 3:47,79    |
| 9          | Hillary Bor       | USA  | 3:48,57    |
|            | Clayton Murphy    | USA  | DNF        |
| Nate Sloan | USA               | DNF  |            |

#### 110 m Hürden
| Platz | Athlet           | Land | Zeit (s) |
| ----- | ---------------- | ---- | -------- |
| 1     | Hansle Parchment | JAM  | 13,47    |
| 2     | Jamal Britt      | USA  | 13,53    |
| 3     | Shane Brathwaite | BAR  | 13,69    |
| 4     | Aaron Mallet     | USA  | 13,79    |
| 5     | David King       | GBR  | 13,89    |
| 6     | Damion Thomas    | JAM  | 13,89    |
| 7     | Michael Dickson  | USA  | 13,91    |
| 8     | Chris Douglas    | AUS  | 13,97    |

Wind: −2,5 m/s

#### 400 m Hürden
| Platz | Athlet              | Land | Zeit (s) |
| ----- | ------------------- | ---- | -------- |
| 1     | Alison dos Santos   | BRA  | 48,41    |
| 2     | David Kendziera     | USA  | 49,43    |
| 3     | Khallifah Rosser    | USA  | 49,49    |
| 4     | Abdelmalik Lahoulou | ALG  | 49,68    |
| 5     | Kemar Mowatt        | JAM  | 50,46    |
| 6     | Amere Lattin        | USA  | 50,50    |
| 7     | Shawn Rowe          | JAM  | 50,55    |
| 8     | Aldrich Bailey      | USA  | 50,94    |

#### Stabhochsprung
| Platz        | Athlet             | Land | Höhe (m) |
| ------------ | ------------------ | ---- | -------- |
| 1            | Christopher Nilsen | USA  | 5,60     |
| 2            | Jake Wooten        | USA  | 5,60     |
| 3            | Cole Walsh         | USA  | 5,50     |
| 4            | Nate Richartz      | USA  | 5,40     |
| 5            | Matt Ludwig        | USA  | 5,40     |
| 6            | KC Lightfoot       | USA  | 5,40     |
|              | Hussain al-Hizam   | KSA  | NH       |
| Audie Wyatt  | USA                | NH   |          |
| Andrew Irwin | USA                | NH   |          |

#### Kugelstoßen
| Platz | Athletin              | Land | Weite (m) |
| ----- | --------------------- | ---- | --------- |
| 1     | Ryan Crouser          | USA  | 21,63     |
| 2     | Nick Ponzio           | ITA  | 21,04     |
| 3     | Payton Otterdahl      | USA  | 20,69     |
| 4     | Roger Steen           | USA  | 20,03     |
| 5     | Darius King           | USA  | 19,19     |
| 6     | Burger Lambrechts Jr. | RSA  | 18,95     |
| 7     | Eldred Henry          | IVB  | 18,20     |

### Frauen

#### 800 m
| Platz            | Athletin               | Land | Zeit (min) |
| ---------------- | ---------------------- | ---- | ---------- |
| 1                | Allie Wilson           | USA  | 2:03,87    |
| 2                | Mallory King           | USA  | 2:08,00    |
| 3                | Emily Richards         | USA  | 2:08,22    |
| 4                | Mariela Real           | MEX  | 2:08,28    |
| 5                | Chrisann Gordon-Powell | JAM  | 2:09,07    |
| 6                | Anna Connor            | USA  | 2:09,10    |
| 7                | Gemma Finch            | GBR  | 2:09,30    |
| 8                | Kendra Chambers        | USA  | 2:10,75    |
|                  | Hannah Segrave         | GBR  | DNF        |
| Savannah Camacho | USA                    | DNF  |            |

#### 1500 m
| Platz           | Athlet                | Land | Zeit (min) |
| --------------- | --------------------- | ---- | ---------- |
| 1               | Laura Galván          | MEX  | 4:09,82    |
| 2               | Adelle Tracey         | GBR  | 4:11,09    |
| 3               | Alma Cortes           | MEX  | 4:11,41    |
| 4               | Yolanda Ngrarambe     | SWE  | 4:12,23    |
| 5               | Holly Archer          | GBR  | 4:20,94    |
| 6               | Madeleine Kelly       | CAN  | 4:23,53    |
| 7               | Alexina Teubel        | USA  | 4:25,63    |
| 8               | Lauren Berman         | USA  | 4:26,18    |
| 9               | Bérénice Cleyet-Merle | FRA  | 4:27,49    |
| 10              | Alycia Cridebring     | FRA  | 4:42,56    |
|                 | Hannah Segrave        | GBR  | DNF        |
| Jamie Morrissey | USA                   | DNF  |            |

#### 100 m Hürden
| Platz | Athlet                | Land | Zeit (s) |
| ----- | --------------------- | ---- | -------- |
| 1     | Tia Jones             | USA  | 12,84    |
| 2     | Tonea Marshall        | USA  | 12,85    |
| 3     | Chanel Brissett       | USA  | 12,92    |
| 4     | Paula Salmon          | USA  | 12,95    |
| 5     | Cindy Sember          | GBR  | 13,03    |
| 6     | Devynne Charlton      | BHS  | 13,07    |
| 7     | Tobi Amusan           | NGR  | 13,08    |
|       | Jasmine Camacho-Quinn | USA  | DNF      |

Wind: −0,7 m/s

#### 400 m Hürden
| Platz | Athlet            | Land | Zeit (s) |
| ----- | ----------------- | ---- | -------- |
| 1     | Dalilah Muhammad  | USA  | 53,88 WL |
| 2     | Gianna Woodruff   | PAN  | 54,88    |
| 3     | Anna Cockrell     | USA  | 55,09    |
| 4     | Andrenette Knight | JAM  | 55,67    |
| 5     | Shamier Little    | USA  | 56,00    |
| 6     | Janieve Russell   | JAM  | 56,62    |

#### Hochsprung
| Platz | Athlet              | Land | Höhe (m) |
| ----- | ------------------- | ---- | -------- |
| 1     | Vashti Cunningham   | USA  | 1,90     |
| 2     | Rachel McCoy        | USA  | 1,85     |
| 3     | Kimberly Williamson | JAM  | 1,85     |
| 4     | Amina Smith         | USA  | 1,80     |
| 5     | Zarriea Willis      | USA  | 1,75     |
|       | Inika McPherson     | USA  | NM       |

#### Weitsprung
| Platz | Athletin          | Land | Weite (m) |
| ----- | ----------------- | ---- | --------- |
| 1     | Keturah Orji      | USA  | 6,68 w    |
| 2     | Chanice Porter    | JAM  | 6,59 w    |
| 3     | Ese Brume         | NGR  | 6,58      |
| 4     | Tiffany Flynn     | USA  | 6,52 w    |
| 5     | Christabel Nettey | CAN  | 6,50 w    |
| 6     | Jahisha Thomas    | GBR  | 6,46 w    |
| 7     | Quanesha Burks    | USA  | 6,42 w    |
| 8     | Kendell Williams  | USA  | 6,38 w    |

#### Hammerwurf
| Platz | Athlet         | Land | Weite (m) |
| ----- | -------------- | ---- | --------- |
| 1     | Lara Boman     | USA  | 68,49     |
| 2     | Maddy Nilles   | USA  | 67,05     |
| 3     | Erin Reese     | USA  | 64,62     |
| 4     | Makenna Wilson | USA  | 60,88     |